# Ouattara Lagazane
Ouattara Lagazane, född 1 januari 1963, är en friidrottare från Elfenbenskusten. Han deltog vid olympiska sommarspelen 1992.